# Droit namibien
Le droit namibien est le droit appliqué en Namibie depuis l'indépendance de l’Afrique du Sud le 21 mars 1990.

## Histoire du droit namibien
Avant la colonisation, le droit coutumier était applicable dans plusieurs communautés. La Namibie a fait l'objet de deux colonisations successives : d'abord par l’Empire allemand de 1884 à 1915, puis par l’Afrique du Sud de 1915 à 1989. La période de colonisation allemande n’a pas laissé de trace significative dans le système judiciaire. Le territoire était principalement administré par des règlements, qui était de la prérogative du gouverneur, conseillé par le Landesrat. Le pays était divisée par une ligne imaginaire : la zone de police. Au nord de celle-ci se trouvait une zone fortement administrée par les Allemands au contraire de la zone sud.
La transition légale entre l'administration allemande et sud-africaine se fit par la loi martiale. En vertu de la Proclamation de la loi martiale de 1915 et de ses amendements successifs, les lois allemandes sont restées en vigueur jusqu'à ce qu'elles soient spécifiquement abrogées. La Proclamation 1 de 1921 le confirma.
La légitimité de l'occupation sud-africaine peut remonté à l’article 22 de la Charte de la Société des Nations. L'Afrique du Sud fut mandate pour améliorer le bien-être moral et matériel, et le progrès social des habitants du territoire. Le Sud-Ouest africain (nom de la Namibie avant l’indépendance), en tant que mandat de classe C, était sujet aux régulations législatives, administratives et judiciaires de l’Union d'Afrique du Sud. L'administration sud-africaine permis la création d'une structure législative stable.
La Proclamation 21 sur l'administration de la justice de 1919 fit du droit romano-néerlandais, existant et appliqué dans la Province du Cap au 1er janvier 1920, la common law du Sud-Ouest africain. La jurisprudence d'Afrique du Sud eut donc autorité dans le Sud-Ouest africain. Les décisions de la Division provinciale du Cap et de la Cour d'appel d'Afrique du Sud datant d'avant 1990 sont applicables en Namibie.
Le droit romano-néerlandais du Cap, appelé common law, était basé sur le droit romano-néerlandais apportés par les colons néerlandais. Le droit procédural sud-africain fut aussi étendu au Sud-Ouest africain. Le droit anglais a aussi influencé le droit maritime. Cependant, trois zones (le Eastern Caprivi Zipfel, Walvis Bay et le Rehoboth Gebiet) ont connu un développement légale particulier du fait de leur histoire légale obscure.
En 1989, après une guerre de libération et la pression internationale, l'Afrique du Sud mit fin à son administration de la Namibie. Une Assemblée constituante fut formée. Celle-ci dut inclure un certain nombre de principes voulu par la Communauté internationale dans la Constitution (les principes de 1982). La plupart de ces principes sont présents dans la Charte des droits. Le 9 février 1990, la Constitution de Namibie fut adoptée.

## Sources du droit

### Constitution
La Constitution de la République est au sommet de la hiérarchie des normes en Namibie. 

### Droit international
L'article 144 dispose que les normes de droit internationale contraignante en Namibie font partie du droit de Namibie. 

### Législation
Le pouvoir législatif est conféré à l’Assemblée législative.
Les domaines dans lesquels l'Assemblée nationale est compétente sont :
- l’approbation du budget ;
- l’imposition et les taxes ;
- la garantie de la Constitution et de l’application des lois de Namibie ;
- la possibilité de dénoncer ou continuer d'appliquer les traités internationaux adoptés par les administrations d'avant l'indépendance dans lesquels les Namibiens n'étaient pas représentés ;
- la ratification et l'adhésion aux accords internationaux négociés en vertu de l’article 32(3)(e) de la Constitution ;
- la réception des rapports de l’exécutif ;
- l'initiation, l’approbation des référendums sur les sujets d'importance nationale ;
- les débats et les conseils au président ;
- de rester vigilant dans le but de garantir que l'apartheid, le tribalisme et le colonialisme ne se manifeste plus ;
- et généralement, tous les actes qui lui sont conférés par la Constitution et les autres lois.

## Organisation juridictionnelle

### Cour suprême
La Cour suprême est la plus haute juridiction nationale. Elle a juridiction dans tous les domaines légaux en Namibie. L'article 79 de la Constitution dispose qu'elle prend connaissance des appels de la Haute Cour, dont ceux impliquant l'interprétation, la mise en œuvre ou la confirmation de la Constitution et des libertés et droits fondamentaux garantis. Comme la Namibie a un système de stare decisis, les décisions de la Cour suprême sont contraignantes sur toutes les autres cours à moins que la jurisprudence soit renversée par la Cour suprême elle-même ou par le gouvernement.

### Haute Cour
La Haute Cour est à la fois une Cour d'appel et un tribunal de première instance en matière civile et pénale et dans les cas concernant l'interprétation, la mise en œuvre ou la confirmation de la Constitution. La Haute Cour est présidée par un Juge-Président. Elle siège valablement lorsque le Juge-Président et six autres juges sont réunis.
Les décisions de la Haute Cour sont contraignantes pour les juridictions inférieures.

### Tribunaux de premier niveau

#### Magistrate Courts
Elles sont composées de magistrats nommés par le ministère de la justice. 

#### Tribunaux du travail
Les tribunaux du travail sont composés de magistrats spécialisés en droit du travail. Leur principale juridiction découle du Labour Act n° 6 de 1992 et de celui du Labour Act n° 15 de 2004. Ce dernier fut amendé par la Labour Bill de 2007.

#### Cours communautaires
Elles appliquent le droit coutumier. Elles furent créées par le Community Courts Act 10 de 2003. Avant cette date, leur activité n’étaient pas reconnue par le système légal. Ce développement est issu de l’article 66 de la Constitution qui dispose que le droit coutumier et la common law en vigueur en Namibie au moment de l'indépendance doivent rester en vigueur jusqu'à ce qu'ils soient modifiés par une loi ou qu'ils soient déclarés à la Constitution ou à une loi.

## Sources

## Compléments